# Orchamps
Orchamps ist eine französische Gemeinde mit 1048 Einwohnern (Stand 1. Januar 2022) im Département Jura in der Region Bourgogne-Franche-Comté. Sie gehört zum Arrondissement Dole und zum Kanton Mont-sous-Vaudrey. Seit 2013 besteht eine Gemeindepartnerschaft zu Leutenbach.

## Geografie
Orchamps wird vom Fluss Doubs mit der Insel „Sur la Rivière“ und vom Rhein-Rhône-Kanal passiert. Nördlich der beiden Gewässer verlaufen die Départementsstraße D673 und die Bahnstrecke Dole–Belfort mit einem Bahnhof. Die Nachbargemeinden sind Gendrey im Norden, La Barre im Osten, Étrepigney, La Bretenière und Our im Süden sowie Lavans-lès-Dole im Westen.

## Geschichte
Aus dem Jahre 1062 ist eine Villa Horchiensi (lateinischer Name) erwähnt, die namensgebend sein dürfte. Aus dem Jahre 1134 ist der Ortsname „Orchens“ nachgewiesen.

### Bevölkerungsentwicklung
| Jahr                       | 1962 | 1968 | 1975 | 1982 | 1990 | 1999 | 2006 | 2018 |
| Einwohner                  | 960  | 973  | 1063 | 1016 | 936  | 1010 | 1016 | 1132 |
| Quellen: Cassini und INSEE |      |      |      |      |      |      |      |      |

## Verkehr
Orchamps liegt an der Bahnstrecke Dole–Belfort und wird im Regionalverkehr mit TER-Zügen von und nach Dijon-Ville und Besançon-Viotte bedient.